# Wushaoling-Tunnel
Der Wushaoling-Tunnel (chinesisch 乌鞘岭特长隧道, Pinyin Wūshāolǐng Tècháng Suìdào – „Besonders langer Wushaoling-Tunnel“) ist ein zweigleisiger Eisenbahntunnel in der chinesischen Provinz Gansu. Er unterquert den Wushaoling (Wushao-Gebirge). Bei seiner Inbetriebnahme am 23. August 2006 war er mit 20,05 Kilometern Länge der erste Eisenbahntunnel in der Volksrepublik China mit einer Länge über 20 Kilometer und für kurze Zeit, bis zur Eröffnung des Taihangshan-Tunnels im Folgejahr, auch der längste Eisenbahntunnel in China.

## Beschreibung und Baugeschichte
Der Tunnel liegt zwischen dem Autonomen Kreis Tianzhu der Tibeter und dem Kreis Gulang der bezirksfreien Stadt Wuwei in der Provinz Gansu in einer durchschnittlichen Höhe von 2.600 Metern. Er ist Teil der Eisenbahnstrecke Lanzhou-Ürümqi (Bahnstrecke Lanzhou–Xinjiang). Diese 1903 Kilometer lange Eisenbahnstrecke verbindet Lanzhou, die Hauptstadt der Provinz Gansu mit Ürümqi, der Hauptstadt der Provinz Xinjiang. Sie überquert bzw. durchquert in ihrem Verlauf den Gelben Fluss (Huang He), das Wuqiao-Gebirge, das Tianshan-Gebirge und die Wüste Gobi. Die Eisenbahnstrecke ist von zentraler Bedeutung für den Güterverkehr zwischen den chinesischen Kernprovinzen, der Provinz Xinjiang und Zentralasien. Sie ist Teil der sogenannten Neuen Eurasischen Kontinentalbrücke.
Der Tunnel liegt zwischen den Bahnhöfen Dachaigou (打柴沟站) im Nordosten und Longgou (龙沟车站) im Südwesten und besteht aus zwei Tunnelröhren, die im Abstand von 40 m zueinander parallel verlaufen. Die südöstliche Tunnelöffnung liegt in 2663 m und die nordöstliche in 2447 m Höhe über dem Meeresspiegel. Damit ergibt sich ein Gefälle im Tunnel von 1,1 %. Die maximale Tunnelüberdeckung beträgt 1100 m. Durch den Wushaoling-Tunnel wurde die Eisenbahnstrecke um 30,4 km verkürzt. Die zugelassene Geschwindigkeit im Tunnel beträgt 160 km/h.
Vor der Eröffnung des Wushaoling-Tunnels gab es bereits eine Bahnstrecke, die den Wushaoling über- bzw. durchquerte. Diese Bahnstrecke war 1953 bis 1954 erbaut worden. Sie führte in gewundenem und kurvenreichen Verlauf über bzw. durch das Gebirge und umfasste sieben Tunnel, von denen der längste 967,8 m lang war. Die Strecke wies eine maximale Steigung von 2 Prozent und Kurvenradien von minimal 300 Metern auf und erlaubte eine maximale Zuggeschwindigkeit von 60 km/h. Diese Strecke erwies sich für die gestiegenen Anforderungen als nicht mehr ausreichend. Es wurde daher ein Eisenbahntunnel zur Unterquerung des Wushaoling geplant. Mit dem Bau wurde offiziell am 30. März 2003 begonnen.
In der ursprünglichen Planung waren für den Tunnelbau acht Jahre vorgesehen. Durch das chinesische Eisenbahnministerium wurde die Zeitvorgabe drastisch auf zweieinhalb Jahre verkürzt. Um diesen ehrgeizigen Zeitplan einhalten zu können, wurde die Planung der Tunnelkonstruktion geändert und es wurden insgesamt 13 Zugangsstollen von maximal 4 km Länge konstruiert, mit deren Errichtung acht Baubüros des Eisenbahnministeriums betraut wurden. Beim Tunnelbau kamen 20 Bohrmaschinen vom Typ ITC 312 der Schweizer Firma Inter Techno Commerce zum Einsatz. Der Tunnel durchquert vier geologische Verwerfungszonen, weswegen sich der Bau technisch anspruchsvoll gestaltete.
Die östliche Tunnelröhre wurde am 30. März 2006 für den Verkehr freigegeben, und die westliche Röhre am 23. August 2006.
Ab dem 1. Juli 2018 begann eine Erneuerung des Signalsystems im Tunnel, die nach 200 Tagen am 16. Januar 2019 abgeschlossen wurde.

## Neuer Wushaoling-Tunnel
Im Jahr 2019 wurde mit dem Bau des Neuen Wushaoling-Tunnels östlich des Wushaoling-Tunnels begonnen. Der neue Eisenbahntunnel soll ebenfalls zwei Tunnelröhren umfassen, sowie eine Gesamtlänge von 17,125 km und eine Überdeckung von 952 m haben. Für die Bauzeit wurden vier Jahre veranschlagt. In diesem Tunnel sollen Maximalgeschwindigkeiten von 250 km/h möglich sein.